# Most Shocking
Most Shocking è un reality show statunitense prodotto da Nash Entertainment e da truTV Original Productions. Gli episodi trattano video in cui sono presenti comportamenti criminali, inseguimenti della polizia, furti e strani incidenti. Uno spin-off della serie, intitolato Top 20 Countdown: Most Shocking, è stato trasmesso dal 2009 al 2012.
Il programma ha avuto un rating, negli Stati Uniti, di tipo TV-14 (vietata ai minori di 14) a seguito delle situazioni estremamente violente rappresentate in alcuni video. La serie è stata anche ritrasmessa su The Justice Network dal 26 ottobre 2015.
In Italia, il programma è andato in onda su AXN e su DMAX.

## Diffusione internazionale
| Paese          | Rete televisiva     | Prima TV         |
| -------------- | ------------------- | ---------------- |
| Australia      | Seven Network, Fox8 | 8 agosto 2007    |
| Grecia         | Skai TV             | ND               |
| Indonesia      | Trans7              | 21 febbraio 2016 |
| Italia         | AXN, DMAX           | ND               |
| Pakistan       | AXN Pakistan        | ND               |
| Polonia        | Polsat Play         | 1º dicembre 2012 |
| Regno Unito    | Pick TV             | ND               |
| America Latina | truTV Latin America | 1º aprile 2009   |